# 提琴蜥頭鮋
提琴蜥頭鮋，為輻鰭魚綱鮋形目鮋亞目真裸皮鮋科的其中一種，為熱帶海水魚，分布於東印度洋澳洲南部及塔斯馬尼亞島海域，棲息深度5-60公尺，體長可達20公分，棲息在大陸棚，生活習性不明，具有毒性。